# Heteropoda camelia
Heteropoda camelia là một loài nhện trong họ Sparassidae.
Loài này thuộc chi Heteropoda. Heteropoda camelia được Embrik Strand miêu tả năm 1914.